# Ahmed Chuczbarow
Ahmed Sosijewicz Chuczbarow, ros. Ахмед Сосиевич Хучбаров (ur. w 1908 r. w aule Guli w Czeczeno-Inguszetii w Rosji, zm. po 17 grudnia 1955 r. w ZSRR) – legendarny kaukaski bojownik antysowiecki w II poł. lat 40 i I poł. lat 50.
W 1929 r. jego ojciec został "rozkułaczony", po czym – ukrywając się przed aresztem – zbiegł do lasu. W 1943 r. samoloty sowieckie zbombardowały rodzinny auł A. S. Chuczbarowa, zabijając część mieszkańców. W 1944 r. rozpoczęły się deportacje narodów kaukaskich w głąb ZSRR, połączone z niszczeniem wszelkich przejawów ich życia kulturalnego. Oddziały NKWD i grupy specjalne zabijały ukrywających się Górali kaukaskich. Doprowadziło to do powstania  licznych antysowieckich oddziałów partyzanckich. Jednego z najbardziej znanych utworzył A. S. Chuczbarow. Przeprowadził on wiele akcji zbrojnych, w tym:
- 9 czerwca 1944 r. oddział A. S. Chuczbarowa zabił w rejonie wsi Malari 6 żołnierzy z oddziałów pomocniczych NKWD,
- 6 czerwca 1946 r. w rejonie wsi Chamchi rozbił grupę specjalną NKWD,
- w maju 1947 r. na obszarze Gruzińskiej SRR rozbił grupę milicyjną,
- w 1948 r. partyzanci wpadli w zasadzkę dużego oddziału NKWD. Udało im się wyrwać z okrążenia, ale w walce zginął brat A. S. Chuczbarowa Sołtmurad,
- podczas rajdu w górach  achmetowskiego i achałchewskiego rejonów Gruzińskiej SRR partyzanci rozbili 23-osobowy oddział NKWD i 5-osobową grupę specjalną,
- w styczniu 1949 r. 5-osobowa grupa pod dowództwem Ibi Ałchastowa, wydzielona z oddziału A. S. Chuczbarowa, przeprowadzając rajd, zabiła wielu tzw. aktywistów i milicjantów. Dopadła ją jednak specjalna grupa NKWD, zabijając wszystkich bojowników.

Ogółem w latach 1944-1953 oddział A. S. Chuczbarowa przeprowadził ok. 30 akcji zbrojnych przeciwko wojskom NKWD i NKGB oraz milicjantom i innym przedstawicielom służb siłowych ZSRR, zabijając prawdopodobnie ponad 100 osób. Ahmed S. Chuczbarow zyskał sobie przydomek "Górski Wilk", sam zaś nazywał się "ludowym mścicielem". Najwyższe władze sowieckie, zaniepokojone udanymi akcjami partyzantów, postanowiły ostatecznie się z nimi rozprawić. Po śmierci Józefa Stalina 5 marca 1953 r., A. S. Chuczbarow ograniczył działania zbrojne swojego oddziału. Miał nadzieję, że nowe władze zmienią swoją politykę w stosunku do jego narodu. Otrzymał on propozycję odbycia rozmów z płk. Szaduri, przedstawicielem służb bezpieczeństwa. Wierząc w szczerość intencji swojego rodaka, udał się na spotkanie. Pułkownik Szaduri zaprosił go na rozmowy z wyższymi oficerami MWD i KGB do Tbilisi. W rzeczywistości była to zasadzka i A. S. Chuczbarow 14 stycznia 1955 r. został aresztowany. W procesie 17 grudnia tego roku został skazany za działalność terrorystyczną na karę śmierci, natychmiast wykonaną przez rozstrzelanie.